# John Paul Rodrigues
John Paul Rodrigues (Tampa, 29 dicembre 1983) è un ex calciatore statunitense naturalizzato guyanese, di ruolo difensore.